# زمنشتدت
زمنشتدت (به آلمانی: Semmenstedt) یک منطقهٔ مسکونی در آلمان است که در Wolfenbüttel واقع شده‌است. زمنشتدت ۶۷۶ نفر جمعیت دارد.